# 上海电信博物馆
上海电信博物馆位于上海市黄浦区延安东路34号（原丹麦大北电报公司在外滩建造的电报大厦）。

## 历史
博物馆由中国电信开办，于2010年6月开馆。

## 展厅
常设展介绍了上海电信业在近200年来的发展变迁，展陈面积近三千平方米。
馆内陈列分五个部分：
- 电报通信
- 室内电话通信
- 长途电话通信
- 无线通信
- 综合荟萃